# Синхронне плавання на Чемпіонаті світу з водних видів спорту 1986
Змагання з синхронного плавання на Чемпіонаті світу з водних видів спорту 1986 відбулися в Центрі плавання M86 в Мадриді (Іспанія).

## Таблиця медалей
| Місце              | Країна             | Золото | Срібло | Бронза | Загалом |
| ------------------ | ------------------ | ------ | ------ | ------ | ------- |
| 1                  | Канада (CAN)       | 3      | 0      | 0      | 3       |
| 2                  | США (USA)          | 0      | 3      | 0      | 3       |
| 3                  | Японія (JPN)       | 0      | 0      | 2      | 2       |
| 4                  | Франція (FRA)      | 0      | 0      | 1      | 1       |
| Загалом (4 збірні) | Загалом (4 збірні) | 3      | 3      | 3      | 9       |

## Медальний залік
| Дисципліна | Золото | Срібло | Бронза |
| Соло       | Керолін Волдо (CAN) 200.033                                                                                                   | Сара Джозефсон (USA) 194.967                                                                                               | Мюр'єль Ермін (FRA) 188.250                                                                                        |
| Дует       | Мішель Кемерон (CAN) Керолін Волдо (CAN) 196.267                                                                              | Керен Джозефсон (USA) Сара Джозефсон (USA) 193.401                                                                         | Меґумі Іто (JPN) Мікако Котані (JPN) 185.467                                                                       |
| Група      | КанадаНаталі Одет Мішель Кемерон Сільві Фрешетт Карін Ларсен Шанталь Лавйолетт Трейсі Мідс Міссі Морлок Керолін Волдо 191.200 | СШАКрістен Бебб-Спрейґ Лорі Гетч Керен Джозефсон Сара Джозефсон Керен Мадсен Сьюзен Рід Ліза Рідделл Мері Вісніскі 190.821 | ЯпоніяХісако Аоїсі Еміко Ґото Еміко Хірада Меґумі Іто Мікако Котані Xurika Ohgane Акі Такаяма Міяко Танака 185.763 |